# توماستون (نيويورك)
توماستون (بالإنجليزية: Thomaston, New York)‏ هي منطقة سكنية تقع في الولايات المتحدة في مقاطعة ناسو، نيويورك. يقدر عدد سكانها بـ 2,617 نسمة ومساحتها 1.1 كم2 وترتفع عن سطح البحر 60 متر.

## التركيبة السكانية
حدّد مكتب تعداد الولايات المتحدة بيانات التركيبة السكانية لتوماستون في تعداد الولايات المتحدة. في ما يلي، التركيبة السكانية حسب تعدادي 2000 و2010.

### تعداد عام 2000
بلغ عدد سكان توماستون 2,607 نسمة بحسب تعداد عام 2000، وبلغ عدد الأسر 973 أسرة وعدد العائلات 725 عائلة مقيمة في القرية. في حين سجلت الكثافة السكانية 2,482.9 نسمة لكل كيلومتر مربع (6,430.7/ميل2). وبلغ عدد الوحدات السكنية 1,000 وحدة بمتوسط كثافة قدره 952.4 لكل كيلومتر مربع (2,466.7/ميل2).
وتوزع التركيب العرقي للقرية بنسبة 81.09% من البيض و0.84% من الأمريكيين الأفارقة و0.04% من الأمريكيين الأصليين و13.69% من الأمريكيين ذوي الأصول الآسيوية و0.23% من سكان جزر المحيط الهادئ و2.38% من الأعراق الأخرى و1.73% من عرقين مختلطين أو أكثر و7.94% من الهسبانيون أو اللاتينيون من أي عرق.
بلغ عدد الأسر 973 أسرة كانت نسبة 36.2% منها لديها أطفال تحت سن الثامنة عشر تعيش معهم، وبلغت نسبة الأزواج القاطنين مع بعضهم البعض 65.1% من أصل المجموع الكلي للأسر، ونسبة 6.9% من الأسر كان لديها معيلات من الإناث دون وجود شريك، بينما كانت نسبة 2.6% من الأسر لديها معيلون من الذكور دون وجود شريكة وكانت نسبة 25.5% من غير العائلات. تألفت نسبة 21.5% من أصل جميع الأسر من عدة أفراد يعيشون في نفس المنزل ونسبة 11% كانت تتألف من شخص يعيش بمفرده يبلغ من العمر 65 عاماً أو أكثر. وبلغ متوسط حجم الأسرة المعيشية 2.67، أما متوسط حجم العائلات فبلغ 3.12.
بلغ العمر الوسطي للسكان 41.5 عاماً. وكانت نسبة 23.4% من القاطنين تحت سن الثامنة عشر، وكانت نسبة 4.6% بين الثامنة عشر والرابعة والعشرين عاماً، ونسبة 27.1% كانت واقعةً في الفئة العمرية ما بين الخامسة والعشرين والرابعة والأربعين عاماً، ونسبة 27.2% كانت ما بين الخامسة والأربعين والرابعة والستين، ونسبة 17.3% كانت ضمن فئة الخامسة والستين عاماً فما فوق. يوجد لكل 100 أنثى 91.4 ذكر، ويوجد لكل 100 أنثى في الثامنة عشر من عمرها فما فوق 88.6 ذكر.
بلغ متوسط دخل الأسرة في القرية 92,706 دولارًا، أما متوسط دخل العائلة فبلغ 110,502 دولارًا. وكان متوسط دخل الذكور 72,656 دولارًا مقابل 49,474 دولارًا للإناث. وسجل دخل الفرد الخاص بالقرية 44,760 دولارًا. وكانت نسبة 2.7% من العائلات ونسبة 4.4% من السكان تحت خط الفقر، وكان من هؤلاء نسبة 2.3% تحت سن الثامنة عشر ونسبة 6.8% في الخامسة والستين من العمر وما فوق.

### تعداد عام 2010
بلغ عدد سكان توماستون 2,617 نسمة بحسب تعداد عام 2010، وبلغ عدد الأسر 958 أسرة وعدد العائلات 711 عائلة مقيمة في القرية. في حين سجلت الكثافة السكانية 2,492.4 نسمة لكل كيلومتر مربع (6,455.3/ميل2). وبلغ عدد الوحدات السكنية 1,004 وحدة بمتوسط كثافة قدره 956.2 لكل كيلومتر مربع (2,476.5/ميل2).
وتوزع التركيب العرقي للقرية بنسبة 66.79% من البيض و1.07% من الأمريكيين الأفارقة و0.11% من الأمريكيين الأصليين و28.05% من الأمريكيين ذوي الأصول الآسيوية و1.45% من الأعراق الأخرى و2.52% من عرقين مختلطين أو أكثر و5.24% من الهسبانيون أو اللاتينيون من أي عرق.
بلغ عدد الأسر 958 أسرة كانت نسبة 39.4% منها لديها أطفال تحت سن الثامنة عشر تعيش معهم، وبلغت نسبة الأزواج القاطنين مع بعضهم البعض 63% من أصل المجموع الكلي للأسر، ونسبة 8.9% من الأسر كان لديها معيلات من الإناث دون وجود شريك، بينما كانت نسبة 2.3% من الأسر لديها معيلون من الذكور دون وجود شريكة وكانت نسبة 25.8% من غير العائلات. تألفت نسبة 22.1% من أصل جميع الأسر من عدة أفراد يعيشون في نفس المنزل ونسبة 10.4% كانت تتألف من شخص يعيش بمفرده يبلغ من العمر 65 عاماً أو أكثر. وبلغ متوسط حجم الأسرة المعيشية 2.73، أما متوسط حجم العائلات فبلغ 3.25.
بلغ العمر الوسطي للسكان 43.5 عاماً. وكانت نسبة 25.6% من القاطنين تحت سن الثامنة عشر، وكانت نسبة 5.2% بين الثامنة عشر والرابعة والعشرين عاماً، ونسبة 21.7% كانت واقعةً في الفئة العمرية ما بين الخامسة والعشرين والرابعة والأربعين عاماً، ونسبة 31.1% كانت ما بين الخامسة والأربعين والرابعة والستين، ونسبة 16.4% كانت ضمن فئة الخامسة والستين عاماً فما فوق. وتوزع التركيب الجنسي للسكان بنسبة 47.3% ذكور و52.7% إناث.